# Золтан Балог
Золтан Балог (угор. Balog Zoltán; нар. 7 січня 1958) — угорський кальвіністський пастор і політик; міністр людських ресурсів з 2012 року.